# Cloé Korman
Cloé Korman (geboren 1983 in Paris) ist eine französische Schriftstellerin.

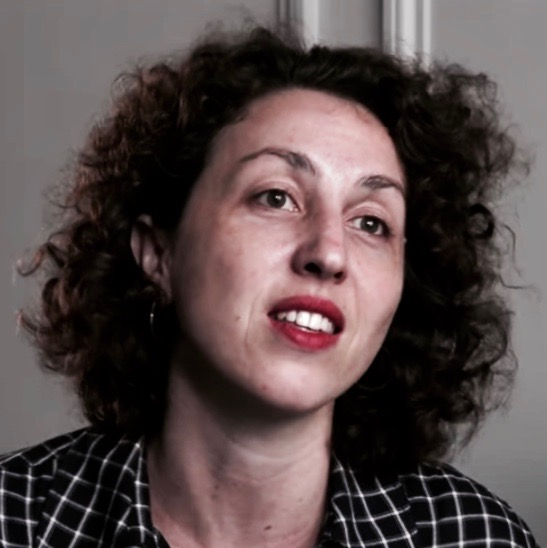
Cloé Korman (2022)

## Leben
Cloé Korman wuchs in Boulogne-Billancourt in einer Familie von Nachkommen von Überlebenden des Holocaust auf. Ihr Vater engagierte sich in der Ligue Internationale Contre le Racisme et l’Antisémitisme. Sie schloss 2002 die Schule in Lyon ab und studierte an der Universität Lyon Anglistik und Kunstgeschichte. Danach hielt sie sich für eine Zeit in den USA auf. Sie ist Lehrerin am Collège Jean-Pierre-Timbaud in Bobigny. Korman führte Schreibwerkstätten mit Jugendlichen durch und publizierte in zwei Bänden deren Ergebnisse.
Korman veröffentlichte 2010 ihren ersten Roman Les Hommes-couleurs, für den sie den Prix du Livre Inter sowie den Prix Valery Larbaud erhielt. Ihr 2013 erschienener Roman Les Saisons de Louveplaine war für den Prix Médicis und den Prix Renaudot nominiert. 2022 stand sie mit dem Roman Les Presque Sœurs über das Schicksal jüdischer verfolgter Kinder in der Zeit des Vichy-Regimes  in der Endauswahl des Prix Goncourt.

## Werke
- Cloé Korman, Jacques Aumont: Primitifs modernes : Enjeux anthropologiques du cinéma de Griffith, Chaplin et Ford. Université de la Sorbonne Nouvelle, 2006
- Les Hommes-couleurs. Le Seuil, 2010
- Les Saisons de Louveplaine. Le Seuil, 2013
- Midi. Le Seuil, 2018
- Tu ressembles à une juive. Essay. Le Seuil, 2020
- Les Presque Sœurs. Le Seuil, 2022